# Mariángel Ruiz
 (septembre 2023).
Si vous disposez d'ouvrages ou d'articles de référence ou si vous connaissez des sites web de qualité traitant du thème abordé ici, merci de compléter l'article en donnant les références utiles à sa vérifiabilité et en les liant à la section « Notes et références ».
Mariángel Ruiz Torrealba, née le 7 janvier 1980 à San Juan de Los Morros (Venezuela), est une actrice, hôtesse de l'air, mannequin et animatrice de télévision vénézuélienne. Elle est Miss Venezuela 2002 (es) et finaliste de Miss Univers 2003.

## Biographie
Fille de Nidia Torrealba et Ernesto Luis Ruiz, elle passe son enfance à Tucupido, État de Guárico, dans les plaines du Venezuela où sont nés ses parents.
À 6 ans, elle déménage à Maracay où elle commence l'école primaire à l'école Aragua. Plus tard, elle intègre l'école La Fundación dans la même ville où elle finit son enseignement secondaire. Elle obtient un bachelor en sciences au lycée José María Vargas.
C'est à l'âge de 8 ans qu'elle prend des cours de ballet classique à l'école de Ballet du Théâtre de l'opéra de Maracay (es).
À 14 ans, elle commence les études de mannequinat à l'académie D’Bel Giralt avec Belkis López de Giralt où est obtient son diplôme de mannequin professionnelle. Elle fait partie des mannequins personnelles de Rettos International Model Agency de José Luis Itriago. Elle participe aux défilés de couturiers comme Octavio Vásquez, Justo Gómez, Margarita Zingg, Carolina Morales, Raenrra, Nabis Vielman y Franco Montoro mais aussi l'association des coutiriers de l'État d'Aragua et le centre de couture Maracay y Brimen (Valencia).

### Miss Venezuela
En 1988 elle participe au concours de la reine des ferias de Maracay, elle ne gagne pas mais obtient le prix de Miss photogénique. Elle réalise sa première tentative d'intégrer le concours Miss Venezuela en participant au casting qui a lieu à l'hôtel Eurobuilding à Caracas sans succès. 
Cette même année, à 18 ans, elle commence sa formation de personnel navigant commercial et travaille pour Servivensa.
En 2000, elle entame une carrière dans l'économie à l'Université Nationale Experimentale Rómulo Gallegos (es) (UNERG) à San Juan de Los Morros.
En 2002, elle gagne le casting préliminaire à Maracay pour participer au concours Miss Venezuela qu'elle gagnera en faisant partie des favorites.
En mai 2003, après avoir rencontré des obstacles lors de Crise vénézuélienne de 2002-2003 (es) elle confirme sa participation à Miss Univers où elle termine première finaliste.

#### Controverse quant à sa participation à Miss Univers 2003
Après son couronnement en tant que Miss Venezuela, elle rencontre certains obstacles pour représenter son pays à Miss Univers : Osmel Sousa la voyait d'un mauvais œil et la considérait "rebelle" et forme Amelia Vega, Miss République dominicaine de l'époque, pendant une semaine à Caracas.
Le 16 mai 2023 l'Organisation Miss Venezuela (es) admet qu'elle n'avait pas assez d'argent étranger pour soutenir Ruiz en raison du gouvernement d'Hugo Chávez qui a fixé un taux de change en février 2003 ce qui impliquait que la Banque centrale du Venezuela centralisait le change de devises, il devenait donc difficile de payer la franchise pour Miss Univers et l'autorisation d'envoyer Ruiz,,.
Quelques jours après, suite à des disputes et une intervention de la présidente panaméenne Mireya Moscoso, l'Organisation Cisneros (es) paye les frais de Miss Univers 2003 pour la candidate Ruiz qui s'inscrit juste avant la cloture des candidatures.
Sa participation provoque différentes réactions : certains pensent qu'elle sera la première vénézuélienne depuis deux décennies à ne pas dépasser la demi-finale et d'autres pensent qu'en raison de toute ces controverses elle pourra être couronnée.
La nuit du couronnement, lorsqu'elle apparait sur la scène, les présentateurs se trompent quant au pays qu'elle représente car l'ordre a été mélangé en coulisse pour le défilé en tenue de bain et Ruiz apparaît lorsqu'on annonce Cindy Nell, la candidate Sud-Africaine.
L'animatrice Daisy Fuentes appelle Cindy Nell deux fois ce qui provoque la confusion ostensible de Ruiz. Pendant le défilé en tenue de gala, Ruiz commet deux erreurs : arriver avec les cheveux lisses et peu maquillée contre les conseils de Osmel mais aussi le port d'un accoutrement rouge carmin ajusté par Ángel Sánchez (couturier) (es) ce qui fait d'elle la première Miss Venezuela à ne pas porter un vêtement blanc, métallique ou lumineux lors de cette épreuve. C'est Amelia Vega, représentante de la République dominicaine qui finit couronnée.

### Carrière télévisuelle
Ses études à l'UNERG sont sur pause à cause de son travail d'actrice en parallèle dans la télénovela Cosita rica (es).
Plus tard, elle devient l'une des présentatrices du programme matinal Portada's (es). Elle quitte ce travail pour partir avec sa fille et son ex-mari El Potro Álvarez (es) au Japon. Peu de temps après, ils reviennent au Venezuela et elle récupère ce même poste.
En novembre 2010, elle quitte définitivement Portada's pour redevenir actrice et devient la nouvelle protagoniste de Venevisión pour l'histoire dramatique de l'écrivain Martín Hahn (es) : La viuda joven.
En 2012 devient l'animatrice officielle de Miss Venezuela et d'autres émissions sur le sujet comme le concours La Magia de ser Miss, en français : « la magie d'être Miss », jusqu'en 2017. Les années suivantes elle devient professeure de théâtre et comédienne mais aussi animatrice d'évènements spéciaux.
En 2024, Elle intègre la télé-réalité Malas mujeres (es) qui revient sur les problèmes qui sont survenus dans les coulisses des vies professionnelles et personnelles de stars vénézuéliennes.

## Vie privée
En décembre 2005, elle déclare qu'elle se mariera au joueur de baseball El Potro Álvarez le 26 janvier 2006. Le 11 août 2006 leur fille Mariángel Victoria Álvarez Ruiz nait. Ils divorcent en 2008.
En 2015 elle se marie avec le maire de Sucre Carlos Ocariz (es) dont le mariage durera jusqu'en 2021.
En Juillet 2022 elle confirme son mariage avec l'acteur Carlos Felipe Álvarez (es).

## Télévision

### Émissions
- 2003 : Que Locura (Venevisión) - Animatrice invitée[réf. souhaitée]
- 2004 - 2005 : Miss Venezuela (Venevisión) - Juge[réf. souhaitée]
- 2005 - 2010 : Portada's (Venevisión) - Animatrice[réf. souhaitée]
- 2005 : Bailando con las estrellas - Concoursant[réf. souhaitée]
- 2008 - 2009 : Miss Venezuela (Venevisión) - Animatrice[réf. souhaitée]
- 2009 : Kino Tachira (Venevisión) - Animatrice[réf. souhaitée]
- 2010 : Mister Venezuela (Venevisión) - Animatrice[réf. souhaitée]
- 2011 : Miss Venezuela (Venevisión) - Animatrice[réf. souhaitée]

### Telenovelas
- 2003 - 2004 : Cosita rica (Venevisión) - Alegría Méndez[réf. souhaitée]
- 2009 : La vida entera[réf. souhaitée] (Venevisión)
- 2011 : La viuda joven (Venevisión) - Inmaculada Rojas[réf. souhaitée] (Baronesa Inma Von Parker)
- 2014 : Corazón Esmeralda[15]

## Théâtre
- 2009 : Mujeres de par en par[réf. souhaitée]
- 2011 : A 2.50 la Cuba libre[réf. souhaitée]